# Old Brownsboro Place
Old Brownsboro Place és una població dels Estats Units a l'estat de Kentucky. Segons el cens del 2000 tenia 384 habitants.

## Demografia
Segons el cens del 2000, Old Brownsboro Place tenia 384 habitants, 146 habitatges, i 125 famílies. La densitat de població era de 1.235,5 habitants/km².
Dels 146 habitatges en un 28,1% hi vivien nens de menys de 18 anys, en un 80,1% hi vivien parelles casades, en un 4,8% dones solteres, i en un 13,7% no eren unitats familiars. En el 12,3% dels habitatges hi vivien persones soles el 9,6% de les quals corresponia a persones de 65 anys o més que vivien soles. El nombre mitjà de persones vivint en cada habitatge era de 2,63 i el nombre mitjà de persones que vivien en cada família era de 2,84.
Per edats la població es repartia de la següent manera: un 21,4% tenia menys de 18 anys, un 6% entre 18 i 24, un 18,8% entre 25 i 44, un 34,6% de 45 a 60 i un 19,3% 65 anys o més.
L'edat mediana era de 47 anys. Per cada 100 dones de 18 o més anys hi havia 101,3 homes.
La renda mediana per habitatge era de 95.998 $ i la renda mediana per família de 103.216 $. Els homes tenien una renda mediana de 74.750 $ mentre que les dones 45.000 $. La renda per capita de la població era de 46.334 $. Cap de les famílies estaven per davall del llindar de pobresa.

## Poblacions més properes
El següent diagrama mostra les poblacions més properes.